# Grande de Bucas
Bucas Grande es una isla adyacente y situada en la parte nordeste de Mindanao en Filipinas: Corresponde al término municipal de Socorro perteneciente a  la provincia de Surigao del Norte situada en la Región Administrativa de Caraga, también denominada Región XIII. 
Su superficie es de 114.45 km² y contaba en el año 2010 con una población de 20.304 habitantes.
Bucas Grande es accesible a través del ferry que la comunica con vecina y más grande isla de Siargao.

## Geografía
Separada de la isla de Mindanao, municipio de Claver, por el estrecho de Hinatuán (Hinatuan Passage), forma parte de un grupo de las  islas de Bucas junto con las de  Enmedio Este y Oeste. El canal de Dapa, al norte, separa este grupo de la isla de Siargao, municipios de Del Carmen y Dapa.
Al este se encuentra el mar de Filipinas y al oeste el seno de Dinagat que nos separa del grupo de islas Dinagat.
La isla ha sido conocida por sus magníficas playas de arena blanca y por su gente sin preocupaciones.

## Localidades
- Albino Taruc
- Del Pilar
- Doña Helene
- Honrado
- Navarro
- Nueva Estrella
- Pamosaingan
- Rizal
- Salog
- San Roque
- Santa Cruz
- Sering
- Songkoy
- Sudlon